# Monias
Monias is een geslacht van vogels uit de familie steltrallen (Mesitornithidae).

## Soorten
Het geslacht kent de volgende soort:
- Monias benschi – Bensch' monias